# El Calvario, Cañada Morelos
El Calvario är en ort i Mexiko.   Den ligger i kommunen Cañada Morelos och delstaten Puebla, i den sydöstra delen av landet, 190 km öster om huvudstaden Mexico City. El Calvario ligger 2 336 meter över havet och antalet invånare är 121.
Terrängen runt El Calvario är huvudsakligen kuperad, men den allra närmaste omgivningen är platt. Runt El Calvario är det ganska tätbefolkat, med 179 invånare per kvadratkilometer. Närmaste större samhälle är Morelos Cañada, 1,3 km öster om El Calvario. I omgivningarna runt El Calvario växer huvudsakligen savannskog.